# بطولة العالم لسباق الدراجات على الطريق 1934
بطولة العالم لسباق الدراجات على الطريق 1934 هي الدورة ال14 من بطولة العالم لسباق الدراجات على الطريق، أجريت في لايبزيغ، ألمانيا.

## النتائج النهائية
| المسابقة            | ذهبية                | فضية                  | برونزية                   |
| ------------------- | -------------------- | --------------------- | ------------------------- |
| الرجال              |                      |                       |                           |
| سباق الطريق المداري | Karel Kaers (بلجيكا) | لياركو غيرا (إيطاليا) | Gustave Danneels (بلجيكا) |